# Jumbo Miyamoto
Jumbo Miyamoto es el nombre artístico de Setsuko Kato (Japón, 1951), una luchadora profesional que debutó en 1966 y se retiró en 1976 en All Japan Women's Pro-Wrestling. Además, obtuvo dos veces el campeonato World Women's Wrestling Association en 1973 y nuevamente en 1976, y obtuvo diez veces el título de campeonato World Tag Championship, campeonato en equipo junto a Maxi Murata, Kyo Aiko y Miyoko Hoshino.

## Carrera
Setsuko Kato inicia su debut profesional como luchadora a los 16 años de edad firmando un tratado con Takashi Matsunaga para iniciar su carrera a partir de 1966. Desde entonces, cambia su nombre a Yoshiko Miyamoto.
En el año 1968, obtiene títulos y reconocimientos en varios torneos y a principios de 1970, cambia su nombre a Jumbo Miyamoto, más reconocida así mismo hasta la actualidad. El 30 de junio de 1971, Miyamoto junto a Aiko Kyo ganan el título de WWWA en equipo, y su buen éxito la lleva a poder realizar una alianza con Mariko Akagi y Maxi Murata, donde más tarde junto a Maxi Murata obtiene el título una sola vez y con Miyoko Hoshino tres veces, ya que los demás obtención de títulos es junto a Aiko Kyo.
En 1975, Jumbo Miyamoto es derrotada por Maha Fumiake, donde ella exclama que fue un error del árbitro, y en 1976 es derrotada por Maki Ueda en un torneo desesperante, donde en ese mismo año se retira de su carrera como luchadora profesional. Más tarde, el personaje de Jumbo Miyamoto es llevado al Salón de la Fama.

## Técnicas especiales
- Arte marcial
- Powerbomb
- Chokeslam
- Patada baja
- Patada giratoria

## Títulos y reconocimientos
- WWWA
- World Women's Wrestling Association World Tag Championship (10 veces)
- World Women's Wrestling Association World Championship (tres veces)
- Medalla de plata
- Medalla de oro

## Alianzas
- Miyoko Hoshino
- Maxi Murata
- Mariko Akagi
- Aiko Kyo